# Antonio La Raina
Antonio La Raina, pseudonimo di Antonio La Rana (Napoli, 21 ottobre 1922 – Napoli, 10 gennaio 2000), è stato un attore italiano.

## Biografia
Inizia a lavorare nel cinema all'inizio degli anni cinquanta, dopo aver svolto una lunga attività di giovane attore nella prosa teatrale in dialetto napoletano. Talvolta è stato utilizzato come doppiatore per personaggi dall'accento napoletano.
Ha interpretato diversi film con Totò, tra i quali Totò diabolicus e Totò, Peppino e le fanatiche. Spesso presente nella prosa radiofonica e televisiva Rai, in special modo all'interno della compagnia di Eduardo De Filippo grazie all'intervento di Titina De Filippo. Fu proprio Eduardo che consigliò ad Antonio di mutare il cognome da La Rana (a suo dire troppo "animalesco") in La Raina, come dichiarò lui stesso in un'intervista.

## Vita privata
Si sposò due volte ed ebbe dall'ultima moglie Mariagrazia, due figli: Corrado e Riccardo.

## Filmografia
- Il paese dei campanelli, regia di Jean Boyer (1953)
- Tarantella napoletana, regia di Camillo Mastrocinque (1953)
- Questa è la vita, regia di Mario Soldati (1954)
- Pane, amore e..., regia di Dino Risi (1955)
- Totò, Peppino e le fanatiche, regia di Mario Mattoli (1958)
- La duchessa di Santa Lucia, regia di Roberto Bianchi Montero (1959)
- I magliari, regia di Francesco Rosi (1959)
- Totòtruffa 62, regia di Camillo Mastrocinque (1961)
- Gli eroi del doppio gioco, regia di Camillo Mastrocinque (1962)
- Totò diabolicus, regia di Steno (1962)
- Un mostro e mezzo, regia di Steno (1964)
- La fabbrica dei soldi, regia di Riccardo Pazzaglia (1965)
- Letti sbagliati, regia di Steno (1965)
- Non son degno di te, regia di Ettore Maria Fizzarotti (1965)
- Delitto a Posillipo, regia di Renato Parravicini (1967)
- Indovina chi viene a merenda?, regia di Marcello Ciorciolini (1968)
- Lo sceicco, episodio di K2 + 1, regia di Luciano Emmer (1971) - serie telefilm
- I due gattoni a nove code... e mezza ad Amsterdam, regia di Osvaldo Civirani (1972)
- Il magnate, regia di Giovanni Grimaldi (1973)
- Provaci anche tu Lionel, regia di Roberto Bianchi Montero (1973)
- Il delitto Matteotti , regia di Florestano Vancini (1973)
- Squadra volante, regia di Stelvio Massi (1974)

## Teatro
- Barbanera... bel tempo si spera, rivista musicale in due tempi di Giulio Scarnicci e Renzo Tarabusi. Teatro Sistina a Roma, 11 ottobre 1953.

## Prosa televisiva Rai
- Una Cadillac tutta d'oro, regia di Guglielmo Morandi, trasmessa l'11 dicembre 1961.
- Napoli 1860 - La fine dei Borboni, due puntate della serie I giorni della storia, regia di Alessandro Blasetti (1970)
- De Pretore Vincenzo, commedia di Eduardo De Filippo, trasmessa il 2 febbraio 1976.
- Natale in casa Cupiello, commedia di Eduardo De Filippo, trasmessa il 23 dicembre 1977.
- Quei figuri di tanti anni fa. Commedia di Eduardo De Filippo trasmessa nel periodo tra il 1977 e il 1981.
- Le voci di dentro. Commedia di Eduardo De Filippo trasmessa nel periodo tra il 1977 e il 1981.

## Doppiatori italiani
- Nino Manfredi in Pane, amore e...